# Travis Bean

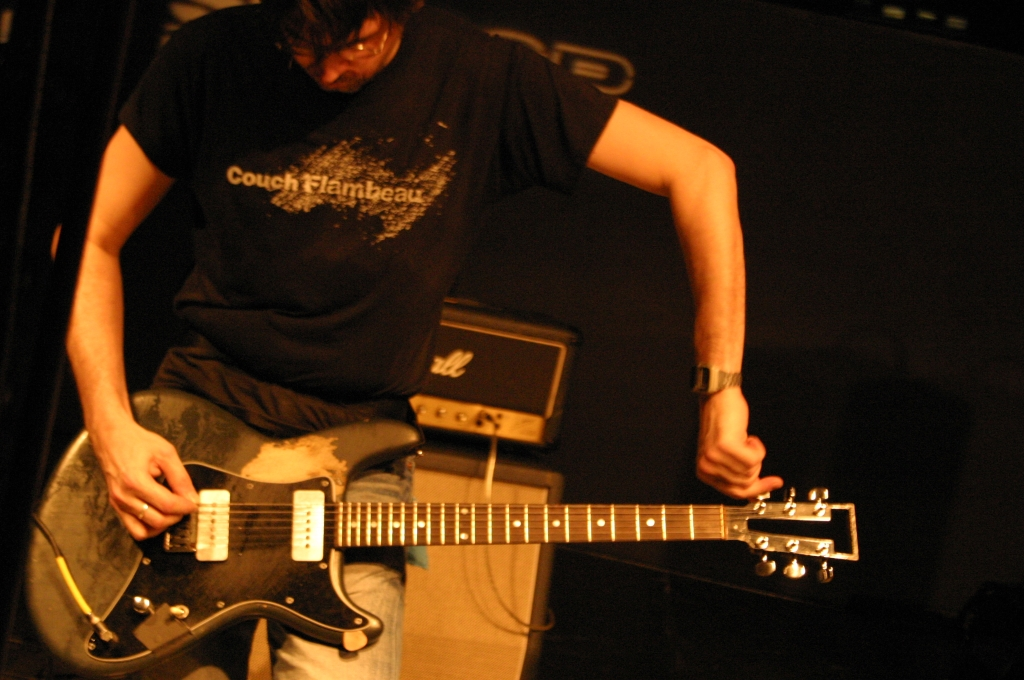
Steve Albini, en concert avec une Travis Bean TB500.

Travis Bean, né le 21 août 1947 et mort le 10 juillet 2011 à Burbank, est un luthier californien connu pour être, avec John Veleno, un pionnier dans la facture de guitares et de basses avec manche en aluminium, caractéristique conférant aux instruments un son cristallin et un sustain uniques.
En 1974 il fonda l'entreprise qui porterait son nom, avec Marc McElwee et Gary Kramer ; ce dernier abandonna le projet après quelques mois pour se consacrer à la fabrication de ses propres guitares sous le nom de Kramer Guitars (en).
Parmi les musiciens adeptes des modèles conçus par Travis Bean, on peut citer Lee Ranaldo, Jerry García, Steve Albini, Apostolis Anthimos (en), Duane Denison, Roger Fisher (en), John Debney, Stanley Jordan, Tim Mahoney, Keith Levene, Kim Mitchell, Stephen O'Malley, Bob Weston, Chosei Funahara (en), Mick Karn, Brian Robertson, Slash, Yannis Philippakis ou Joe Perry.